# Alamo River
L'Alamo river est une rivière mexicaine puis américaine qui alimente le lac endoréique de la Salton Sea en Californie.